# Inhambane (provins)
Inhambane er en provins i det sydlige Mozambique. Den ligger ved kysten og har et areal på 68 615 km². Hovedbyen bliver også kaldt Inhambane.
Klimaet er tropisk, men fugtigere langs kysten og tørrere i indlandet. Kysten har flere mangrove-sumpe.
Byen Inhambane eksisterede allerede i det 10. århundrede og var den sydligste havn, som araberne brugte til slavehandel. Regionen blev besøgt af Vasco da Gama i 1498, som krævede Inhambane-bugt for Portugal. Portugiserne etablerede en handelsstation i Inhambane i 1534.
Provinsen er den næststørste producent af cashew efter Nampula, og den producerer også kokosnødder og citrusfrugter. Mange fisk foregår langs kysten. Inhambane-bukta tiltrækker sig noget turisme, med et antal strande og en af de sidste genværende bestandene af dugonger i Mozambique.
23°00′S 34°30′Ø / 23°S 34.5°Ø